# Engadiner Bahn
De Engadiner Bahn is een Zwitserse spoorlijn die loopt van Bever naar Scuol-Tarasp. Het trajectdeel van Bever via Samedan naar Pontresina hoort tot de Albulabahn maar wordt in verband met de doorgaande treindienst met de Engadiner Bahn meegerekend.
Het eigenlijke traject van Bever naar Scuol-Tarasp werd op 1 juli 1913 geopend. Het trajectdeel van Samedan naar Pontresina werd op 1 juli 1908 door de RhB tegelijk met het trajectdeel Pontresina – Morteratsch van de Berninabahn geopend. 
Met de opening van de Vereinatunnel op 11 november 1999 kreeg de Engadiner Bahn bij Lavin een overstapstation Sagliains met een inrichting om auto's naar Selfranga bij Klosters te vervoeren. Op het overstapstation Sagliains bestaat alleen de mogelijkheid om tussen de treinen over te stappen.

## Elektrische tractie
Op het traject van de Engadiner Bahn wordt al vanaf de opening 11.000 volt 16 2/3 Hz wisselspanning toegepast.
Door de toepassing van deze spanning kon men de Engadiner locomotieven voorzien van luchtgekoelde transformatoren in plaats van de bij 15.000 volt noodzakelijke zwaardere oliegekoelde transformatoren. Deze zouden het gewicht van een locomotief behoorlijk hoger maken dan tot dusverre gebruikelijk was.
Het station Pontresina werd een station met twee verschillende bovenleidingspanningen, namelijk de Engadiner Bahn met 11.000 volt wisselspanning, 16 2/3 Hz, en de Berninabahn met 1.000 volt gelijkspanning. De sporen 1 en 2 zijn bestemd voor treinen van de Engadiner Bahn en de sporen 4 tot 7 voor treinen van de Berninabahn. Om het uitwisselen van materieel te vergemakkelijken werd spoor 3 voorzien van een omschakelbare bovenleiding die gekoppeld is aan de stand van de wissels, met 11.000 volt, 16 2/3 Hz wisselspanning dan wel 1000 volt gelijkspanning.

## Externe link

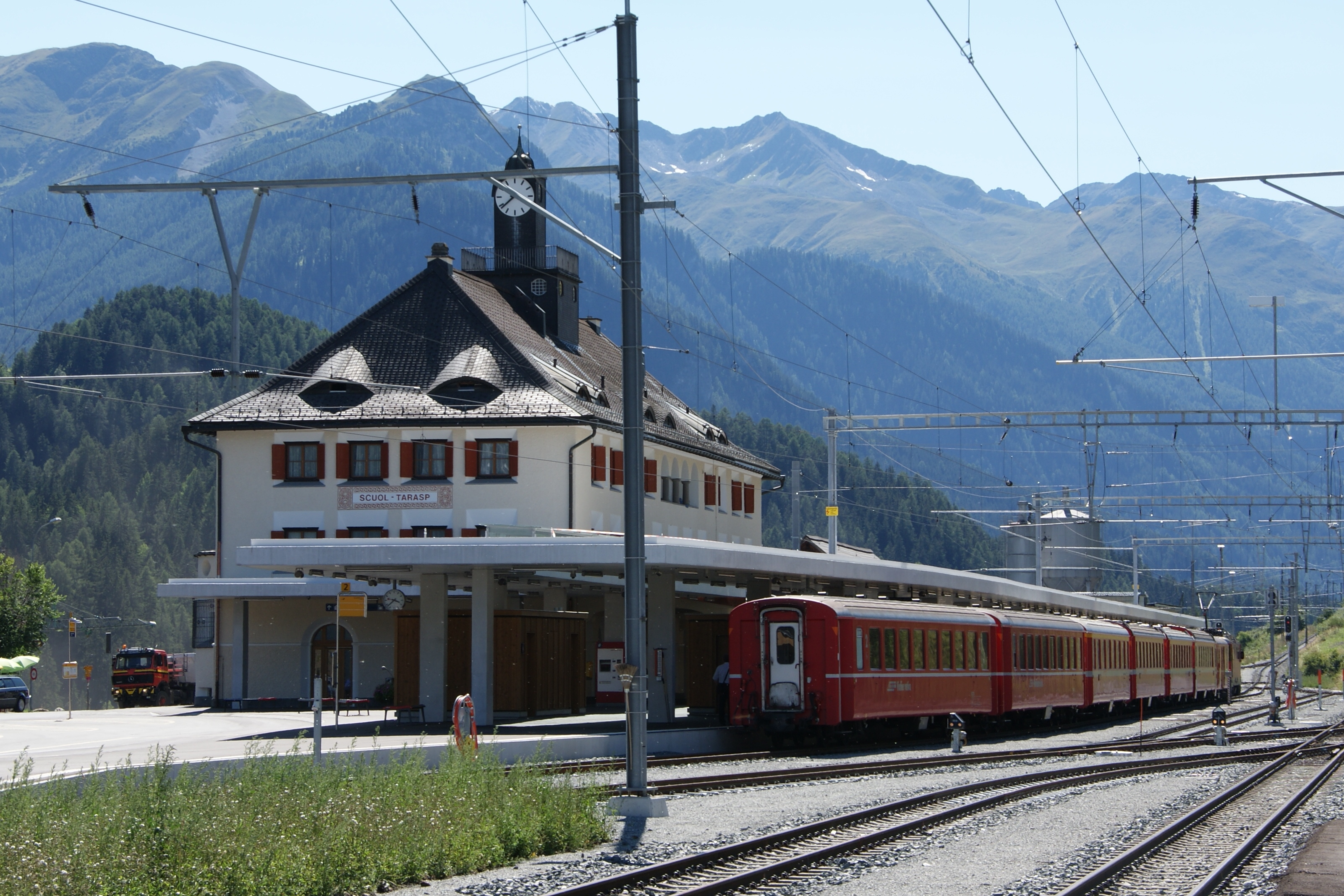
Station Scuol-Tarasp